# 彼得·柏克
彼得·柏克（Peter Burke，1937年—）是英國歷史學家，於牛津大學獲得歷史博士學位。曾在薩塞克斯大學的歐洲研究學院任教16年，1970年至劍橋大學任教。他的專長是歐洲近代早期（early modern）的歷史，尤專長於社會史、文化史和思想史，對於史學史及歷史理論和方法亦有不少論著。

## 主要著作
- Popular Culture in Early Modern Europe (1978)。中譯本：《歐洲近代早期的大眾文化》（上海：上海人民出版社，2005）
- The Renaissance (1987)
- History and Social Theory (1991)。中譯本：江政寬 譯《歷史學與社會理論》（上海：上海人民出版社，2001）、(臺北：麥田出版，2002)。
- Varieties of cultural history (1997)
- The Fabrication of Louis XIV (1992)。中譯本：《製作路易十四》（臺北：麥田出版，1997）
- New perspectives on historical writing (2001) （編寫）
- Eyewitnessing: The Uses of Images as Historical Evidence (2001) 中譯本：楊豫 譯《圖像證史》(北京：北京大學出版社，2008)。
- What is Cultural History (2004) 中譯本：蔡玉輝 譯《什麼是文化史》(北京：北京大學出版社，2009)。
- The French Historical Revolution: The Annales School, 1929-1989(1991)。中譯本：江政寬 譯《法國史學革命：年鑑學派1929-1989》(臺北：麥田出版，1997)。
- A Social History of Knowledge: from Gutenberg to Diderot(2000)。中譯本：賈士蘅 譯《知識社會史》(臺北：麥田出版，2003)。